# Micropterix aureoviridella
Micropterix aureoviridella és una espècie d'arna de la família dels micropterígids. Va ser descrita per Höfner l'any 1898.
L'especie la podem trobar a Itàlia, Suïssa, Alemanya, Àustria, Polònia, Eslovènia i Eslovàquia.
Té una envergadura de 7 mm.
Prefereix hàbitats oberts i secs en marges de bosc amb roques intercalades, marges de bosc i matollars d'àrees muntanyoses, així com en boscos petits. També ha estat trobat en sub-matollars de bosc alpí.
Els adults alimenten d'arbusts florits, incloent Pinus mugo.